# Simon Nessman
Simon Nessman (5 de novembro de 1989) é um modelo canadense. Nessman iniciou sua carreira com um contrato com a agência Model Management, em 2007.
Em 7 de maio de 2007, Simon apareceu no site models.com como "modelo da semana" e em setembro ele desfilou para a coleção primavera de Narciso Rodriguez em Nova York. Em novembro do mesmo ano, ele apareceu na edição francesa da revista Vogue com a modelo Lily Donaldson.
Durante sua carreira, Nessman foi modelo para Louis Vuitton, Roberto Cavalli, Tommy Hilfiger, Emporio Armani, Michael Kors, Salvatore Ferragamo, Lacoste, entre outros. Em 2012 ele participou do videoclipe da música Girl Gone Wild da cantora Madonna.
Em 2013, a Forbes nomeou Nessman o terceiro modelo masculino mais bem sucedido do mundo, apenas atrás de David Gandy e Sean O'Pry.